# Dryhucze
Dryhucze (biał. Дрыгучы; ros. Дригучи) – wieś na Białorusi, w obwodzie witebskim, w rejonie miorskim, w sielsowiecie Turkowo.
Siedziba parafii prawosławnej pw. Podwyższenia Krzyża Pańskiego.

## Historia
W czasach zaborów w granicach Imperium Rosyjskiego. W 1865 roku dobra, własność Korzeniowskich.
W okresie wojny polsko-bolszewickiej pod majątkiem toczyły się walki grupy ppłk. Jerzego Sawy-Sawickiego ze zgrupowaniem uderzeniowym sowieckiej 4 Armii Jewgienija Siergiejewa.
W dwudziestoleciu międzywojennym majątek leżał w Polsce, w województwie nowogródzkim (od 1926 w województwie wileńskim), w powiecie dziśnieńskim, w gminie Mikołajewo. W 1931 w 6 domach zamieszkiwało 36 osób.
Według Powszechnego Spisu Ludności z 1921 roku ówczesny folwark zamieszkiwało 47 osób, 13 było wyznania rzymskokatolickiego a 34 prawosławnego. Jednocześnie wszyscy mieszkańcy zadeklarowali polską przynależność narodową. Było tu 8 budynków mieszkalnych.
Miejscowość należała do parafii rzymskokatolickiej w Dziśnie i prawosławnej w Hryhorowiczach. Podlegała pod Sąd Grodzki w Dziśnie i Okręgowy w Wilnie; właściwy urząd pocztowy mieścił się w Dziśnie.